# Drymonia parviflora
Drymonia parviflora är en tvåhjärtbladig växtart som beskrevs av Johannes von Hanstein. Drymonia parviflora ingår i släktet Drymonia och familjen Gesneriaceae. Inga underarter finns listade i Catalogue of Life.